# Le Zénith
Le Zénith é uma franquia de arenas multiúso localizadas na França e na Alemanha. Há arenas em 17 cidades, são elas: 
- Paris (capacidade para 6300 pessoas)
- Sud (6300 pessoas)
- Toulon (8800 pessoas)
- Pau (7500 pessoas)
- Nancy (6000 pessoas)
- Caen (7000 pessoas)
- Lille (7000 pessoas)
- Orléans (6900 pessoas)
- Toulouse (9000 pessoas)
- Rouen (9000 pessoas)
- Cournon-d'Auvergne (8500 pessoas)
- Dijon (7800 pessoas)
- Nantes (8500 pessoas)
- Limoges (6000 pessoas)
- Estrasburgo (12000 pessoas)
- Amiens (6000 pessoas)
- Saint-Étienne (7200 pessoas)
- Munique, Alemanha (6000 pessoas)

## Gravações em Paris
O Zénith Paris tem capacidade para aproximadamente 7 000 pagantes e está situado no 19ª arrondissements de Paris.
O álbum Paris, do The Cure, foi gravado em Zénith em 1992, assim como o CD/DVD Hullabaloo Soundtrack de 2001 da banda inglesa Muse e em 2004, a banda Evanescence gravou seu CD/DVD Anywhere but Home lá.
Em março de 2005, a cantora italiana Laura Pausini fez dois shows que apareceram em seu CD/DVD Live in Paris 05.
Em março de 2006 a cantora Lara Fabian registra seu CD-DVD Un regard 9-Live,com lotação máxima da casa.
Em novembro de 2009, o grupo Québécois Les Cowboys Fringants gravou um álbum ao vivo em Le Zénith, lançado em abril de 2010.
WWE teve um house show em Le Zénith, Paris, em abril de 2007, onde o Campeonato Feminino, quando Melina venceu Mickie James, que depois recuperaria sua coroa.
O Total Nonstop Action Wrestling organizou um evento em Le Zénith em 24 de janeiro de 2010.